# Glenochrysa hopkinsi
Glenochrysa hopkinsi là một loài côn trùng trong họ Chrysopidae thuộc bộ Neuroptera. Loài này được Esben-Petersen miêu tả năm 1928.